# Reicherskreuzer Heide und Schwanensee
Reicherskreuzer Heide und Schwanensee este o arie protejată (arie specială de conservare — SAC, sit de importanță comunitară — SCI) din Germania întinsă pe o suprafață de 3.076,83 ha, integral pe uscat.

## Localizare
Centrul sitului Reicherskreuzer Heide und Schwanensee este situat la coordonatele 52°00′01″N 14°27′21″E / 52.0003°N 14.4558°E.

## Înființare
Situl Reicherskreuzer Heide und Schwanensee a fost declarat sit de importanță comunitară în februarie 1999 pentru a proteja 5 specii de animale. Situl a fost protejat și ca arie specială de conservare în decembrie 1995.

## Biodiversitate
Situată în ecoregiunea continentală, aria protejată conține 10 habitate naturale: Vegetație psamofilă uscată cu pășuni deschise de Corynephorus și Agrostis, Lacuri eutrofice naturale cu vegetație de tip Magnopotamion sau Hydrocharition, Cursuri de apă de la nivel de câmpie la nivel montan, cu vegetație Ranunculion fluitantis și Callitricho-Batrachion, Pajiști uscate europene, Pajiști calcaroase din nisipuri xerice, Mlaștini turboase de tranziție și turbării mișcătoare, Depresiuni pe substraturi de turbă de Rhynchosporion, Păduri acidofile de stejar bătrân cu Quercus robur pe câmpii nisipoase, Mlaștini împădurite, Păduri acidofile de Picea de la nivel montan la nivel alpin (Vaccinio-Piceetea).
La baza desemnării sitului se află mai multe specii protejate:
- mamifere (1): vidră de râu (Lutra lutra)
- nevertebrate (2): libelule (Leucorrhinia pectoralis), rădașcă (Lucanus cervus)
- pești (2): zvârluga (Cobitis taenia), boarță (Rhodeus sericeus amarus)

Pe lângă speciile protejate, pe teritoriul sitului au mai fost identificate 11 specii de plante.